# Pietraserena
Pietraserena (kors. A Petra Serena) – miejscowość i gmina we Francji, w regionie Korsyka, w departamencie Górna Korsyka.
Według danych na rok 1990 gminę zamieszkiwały 92 osoby, a gęstość zaludnienia wynosiła 14 osób/km².